# 毛文錫
毛 文錫（もう ぶんしゃく、もう ぶんせき、生没年不詳）は、中国五代十国時代の前蜀・後蜀の大臣、花間派詞人。字は平珪。高陽（現在の河北省保定市高陽県）の人。唐の太僕卿毛亀範の子。

## 経歴
唐末に14歳で進士に及第した。唐滅亡後、十国の一つ王建の前蜀に仕官し、中書舎人・翰林学士に任ぜられ、翰林学士承旨に遷される。永平4年（914年）8月、礼部尚書・判枢密院事に遷る。通正元年（916年）8月、文思殿大学士を兼ね、次いで司徒を拝したが、天漢元年（917年）8月、罪を得て茂州司馬に貶された。前蜀が後唐に滅ぼされて（925年）後、前蜀の後主王衍に随って洛陽に降って卒したというが、一説には、幾ばくもせぬうちにまた後蜀の孟知祥に仕え、欧陽炯と共にその宮廷に仕え、文章の制作に携わった。孟知祥の死後、その子の後主孟昶に欧陽炯ら4人と共に寵愛され、とりまきになって艶詞を事とし、遊宴にうつつを抜かして、国を滅ぼした、という（しかし#後述のように『資治通鑑』には名家臣としての一エピソードも載せられており、この悪評は、名分論を重んずるようになった宋代以降に、主君の鞍替えを繰り返した人物に対する嫌悪感が増したことによって根拠無く生じたものかもしれない）。

## 詞の評価
その詞は温（温庭筠）・韋（韋荘）の詞風を出ないものだという。毛文錫は『花間集』にはたまたま佳句が多いけれども、多くは芸術性が高くなく、情趣に深みを欠く、という。その原因として、その詞の多くは主君に奉るための作品であり、もとより凡庸に流れがちだからだ、という。しかし、『全唐五代詞』（2008年）では、毛文錫は「音律に通じ、詩詞に巧みであり、当時、その名はかなり重んじられた（文錫通音律，能詩工詞，時名頗重）」とある。彼の巫山一段雲詞はその当時、世に伝誦されたという。

## 代表詞と注釈

### 代表詞
| 巫山一段雲     | 巫山一段雲                  | 巫山一段雲                                               |
| 白文           | 書き下し文                  | 訳文                                                     |
| -------------- | --------------------------- | -------------------------------------------------------- |
| 雨霽巫山上     | 雨は霽る 巫山の上           | 雨が止んで晴れ上がった巫山の上空に                       |
| 雲輕映碧天     | 雲 軽く 碧天に映ず          | 雲は軽やかに真っ青な空に映え                             |
| 遠風吹散又相連 | 遠風 吹き散じて又た相連なる | 遠くから風が吹き散らしても、それが連綿と連なり続いていく |
| 十二晩峯前     | 十二晩峯の前                | 夕暮れせまる巫山十二峰の前                               |
|                |                             |                                                          |
| 暗濕啼猿樹     | 暗湿たる啼く猿の樹          | 猿が啼き叫ぶ暗く湿った樹々が                             |
| 高籠過客船     | 高く籠めて 客船を過ごす     | 高々と両岸から覆い被さり、巫峡を渡る客船を通す           |
| 朝朝暮暮楚江邊 | 朝朝暮暮 楚江の辺           | 朝な夕なに楚国にある長江河畔にいると                     |
| 幾度降神仙     | 幾度か神仙を降さん          | 何度、仙女を降すのか（また天降ってきそうだと思う）       |